# Lejb Malach
Lejb Malach (Małach, Majłech), właśc. Lejb Zalcman (ur. 27 listopada 1894 w Zwoleniu, zm. 18 czerwca 1936 w Paryżu) – żydowski pisarz, dramaturg i poeta piszący w języku jidysz. 

## Życiorys
W dzieciństwie został osierocony przez matkę, a następnie porzucony przez ojca. Wychowywał go dziadek, sędzia sądu rabinicznego Chaim Tenenbojm. Ukończył cheder, następnie uczył się w bet midraszu. W wieku 10 lat podjął pracę jako pomocnik nauczyciela w Zwoleniu, a następnie w Radomiu.
Od 1907 roku mieszkał w Warszawie, pracował w różnych zawodach, m.in. w fabryce luster oraz jako piekarz lub malarz. Zaangażował się w działalność syjonistów socjalistycznych, był autorem przysięgi ich organizacji młodzieżowej.
Literacko debiutował dzięki wsparciu Hirsza Dawida Nomberga, zaczynał od pisania wierszy i pieśni, które od 1915 roku publikował w prasie żydowskiej. W 1919 roku ukazał się jego poemat In Pojłn, później tworzył prozę i dramaty. Na zamówienie Teatru Młodych napisał sztukę Missisipi. Był również autorem dramatów takich jak: Opfal (Odpadki, 1922), Ibergus (Przelew, 1926), a w 1930 roku wydał powieść Don Domingos krajcweg (Droga Krzyżowa Don Dominga). 
Od 1921 roku mieszkał w Radomiu, gdzie pracował jako redaktor czasopisma „Radomer Wochenblat”. W 1922 roku wyjechał do Argentyny i zamieszkał w Buenos Aires, gdzie podjął pracę w dzienniku „Di prese”, a następnie także „Far groys un kleyn” oraz „Der emigrant”. W 1929 roku powrócił do Polski.
Podróżował po świecie, publikując reportaże w prasie jidyszowej, m.in. we Francji, Stanach Zjednoczonych, Wielkiej Brytanii i Polsce, np. w „Literarisze Bleter”. W sezonie 1931/1932 pełnił funkcję asystenta reżysera w Girard Theatre w Filadelfii.
Zmarł w Paryżu, niedługo po przebytej operacji. Został pochowany na cmentarzu w Bagneux.